# Serrat de la Girosta
El Serrat de la Girosta és una serra situada al municipi del Pont de Suert a la comarca de l'Alta Ribagorça, amb una elevació màxima de 1.422 metres.